# Recreation Ground
Recreation Ground – stadion piłkarski położony w Aldershot, w Wielkiej Brytanii. Został otwarty w 1926 roku. Na tym obiekcie swoje mecze rozgrywa zespół Aldershot Town F.C. Jego pojemność wynosi 7100 miejsc, z czego 4000 stanowią miejsca siedzące.